# Gösta Sandels (general)
Lars Gustaf (Gösta) Sandels, född den 10 oktober 1815 i Stockholm, död där den 9 november 1914, var en svensk greve och militär. Han var son till Johan August Sandels samt bror till Samuel August Ulrik Fabian och Carl Wilhelm Sandels.

## Biografi

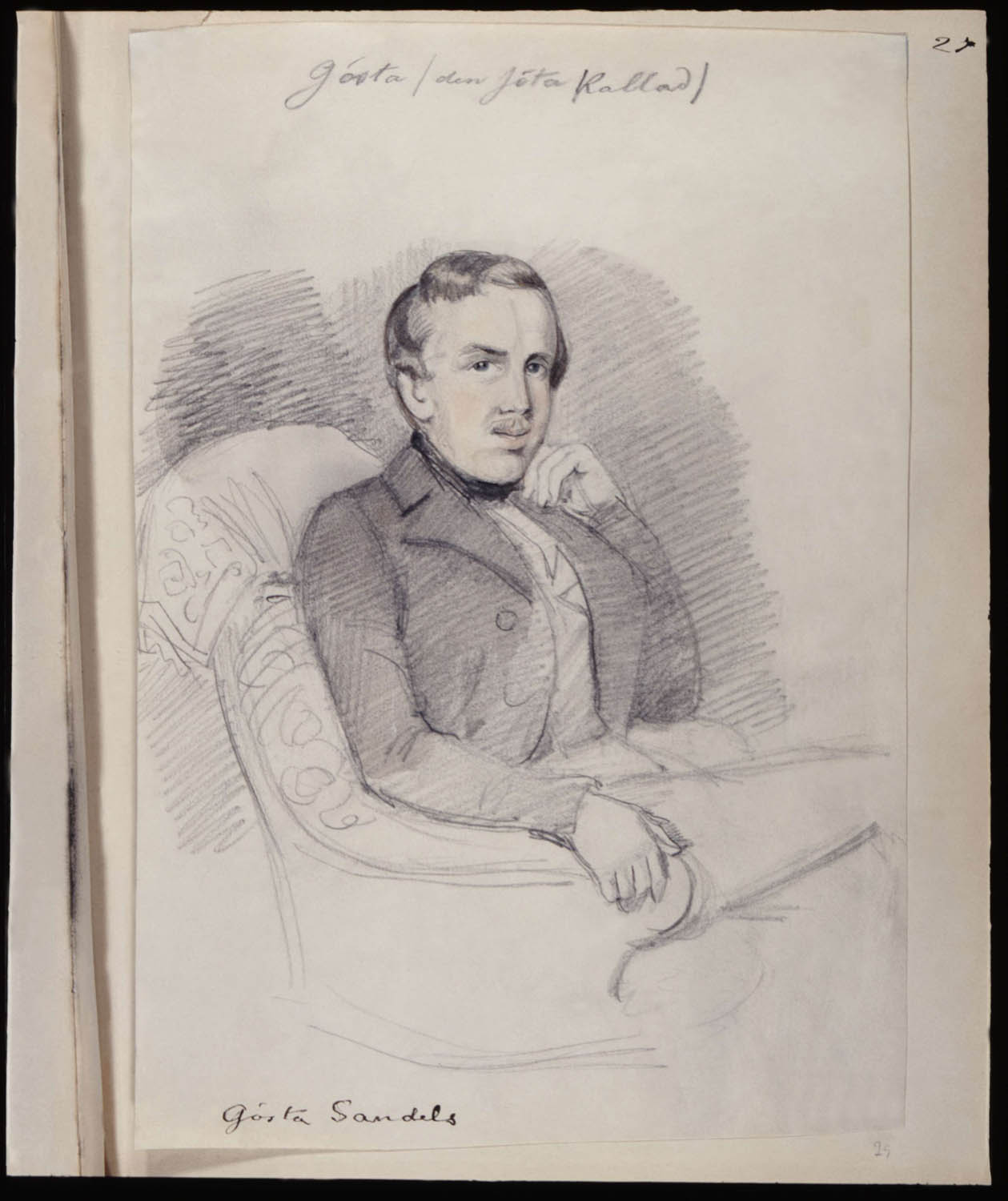
Gösta Sandels som ung, porträtterad av Fritz von Dardel.

Sandels blev 1839 fänrik vid Andra gardet, varifrån han avgick 1858 som kapten, men som överstelöjtnant i armén. Han blev 1853 tillförordnad och var 1858–83 ordinarie generalintendent och avancerade därunder i armén till generallöjtnant (1882). Sandels var ledamot av kommittéerna angående lantförsvaret (1861) och Krigskollegiets ombildning (1865) och av Krigsvetenskapsakademien (sedan 1859). Han var kommendör med stora korset av Svärdsorden samt kommendör av första klassen av Vasaorden, Sankt Olavs Orden och Dannebrogsorden. Han blev greve vid broderns död 1898. Med honom utslocknade grevliga ätten Sandels på svärdssidan. Gösta Sandels vilar på Norra begravningsplatsen utanför Stockholm.

## Utmärkelser
- Riddare av Svärdsorden,  18 december 1854
- Kommendör av Sankt Olavs orden,  4 juli 1858
- Kommendör av 1. klass av Vasaorden,  5 maj 1860
- Kommendör av första graden av Dannebrogorden,  23 juni 1860
- Kommendör av Svärdsorden,  11 juni 1870
- Kommendör med stora korset av Svärdsorden,  1 december 1874

[Redigera Wikidata]